# José Lucas Penna
José Lucas Penna (San Miguel de Tucumán, 18 de octubre de 1886-4 de octubre de 1934) fue un abogado y político argentino que se desempeñó como interventor federal de facto de la provincia de Jujuy entre 1931 y 1932.

## Biografía
Nació en San Miguel de Tucumán en 1886, recibiéndose de abogado en la Facultad de Derecho y Ciencias Sociales de la Universidad de Buenos Aires en 1913.
En política, militó en el Partido Liberal de Tucumán y fue elegido a la Legislatura provincial por cinco mandatos consecutivos. También colaboró en la fundación de la Universidad Nacional de Tucumán, donde se desempeñó como profesor y secretario.
En las elecciones legislativas de 1930, fue elegido diputado nacional por la provincia de Tucumán. Junto con otros diputados conservadores y socialistas independientes (opositores a Hipólito Yrigoyen), formó parte del «Manifiesto de los 44» y apoyó el golpe de Estado de 1930.
Tras el mismo, en mayo de 1931 fue designado interventor federal de la provincia de Jujuy por el presidente de facto José Félix Uriburu, celebrándose elecciones provinciales a los pocos meses. En febrero de 1932, el gobierno de facto lo designó vocal de la Cámara de Apelaciones de la Capital Federal, renunciando al cargo de interventor. Fue sucedido de forma interina por Antonino López Iriarte, quien fuera su ministro de Gobierno, Justicia e Instrucción Pública.
Falleció en octubre de 1934.

## Obra
- La revolución del 6 de setiembre (1931).[6]